# Fredrik Wass
Fredrik Wass, född den 14 februari 1977, är en svensk journalist, kommunikationsstrateg, bloggare och internetdebattör. Han tilldelades 2014 priset Cision PR Influencer Award för mest inflytelserika personen under det gångna året. Han har även av tidningen Resumé utsetts till en av Sveriges 150 superkommunikatörer.
Som journalist har han jobbat för bland andra Svenska Dagbladet och Sveriges Radio och som redaktör för webbplatsen Makthavare.se.
2011 var han en av initiativtagarna bakom podcasten Maktministeriet. Han ligger även bakom rörelsen Blogg100, och har tagit initiativ till kampanjen #Tackanej tillsammans med bland annat nätforskaren Marcin de Kaminski, ett upprop med syfte att motverka helmanliga diskussionspaneler.
Han bloggar sedan 2004 om internet och samtiden på bisonblog.se och deltar ofta som expert på och debattör om internet och sociala medier i svensk media.
Han var under 2009 och 2010 chef för psykologiska operationer i det svenska förbandet i Afghanistan och mottog senare Försvarsmaktens medalj för internationella insatser.
I juni 2016 meddelade tidningen Resumé att Wass rekryterats till en roll som omvärldsbevakare hos branschorganisationen Sveriges Tidskrifter.